# أسل كروي الثمار
أسل كروي الثمار (الاسم العلمي: Juncus sphaerocarpus) نوع نباتي يتبع جنس الأسل وينتمي إلى الفصيلة الأسلية.